# Chapitre (enseigne culturelle)
Pour les articles homonymes, voir Chapitre.
Chapitre est une entreprise commerciale française spécialisée dans la vente de livres, créée en 1997 sous la forme d'un site internet. Acquis par le Groupe Bertelsmann en 2009, le site internet a prêté son nom pendant cinq ans à 57 librairies et magasins multimédia (type Fnac) formant le réseau des librairies Chapitre. Avec la liquidation judiciaire du réseau de librairies physiques intervenue en février 2014, chapitre.com est redevenu tout en ligne. En juin 2014, 19 des 57 librairies avaient fermé leurs portes sans être reprises.
Succédant à 3615chapitre, chapitre.com est un des premiers sites français à proposer la vente de livres en ligne. Ce site est spécialisé dans la vente de livres sous toutes ses formes : neuf, occasion et, depuis 2010, de livres numériques.

## Histoire
Chapitre.com est né de la volonté de permettre aux lecteurs de retrouver des livres introuvables ou épuisés.
En 2006, DirectGroup France, alors partie du groupe Bertelsmann, prend une participation minoritaire dans le site internet pour disposer d'une vitrine digitale pour son réseau de librairies, acquis par rachat successif du réseau Alsatia (Forum), Privat et la constitution d'un réseau propre nommé Place Média. En 2009, DirectGroup France acquiert entièrement le site chapitre.com, et baptise son réseau de 66 librairies « les librairies Chapitre », grâce à une licence de marque accordée par le site internet,.
Le site internet Chapitre.com appartient à la division New Media, une des quatre divisions du groupe Actissia qui appartient depuis mai 2011 au fonds d’investissements américain Najafi Companies. Les librairies Chapitre, qui rassemblaient 57 librairies début 2013, font quant à elles partie de la division « commerce de détail » du groupe Actissia.
Le site internet et les librairies sont des sociétés juridiques distinctes, avec des effectifs, des réseaux d'approvisionnement et de distribution distincts. Les deux sociétés disposent d’une indépendance totale l'une vis-à-vis de l'autre, tant sur le plan financier que juridique ou commercial.
En avril 2013, les librairies Chapitre annoncent un plan de sauvegarde de l'emploi, en raison de lourdes pertes (17 millions d'euros en 2012, et plus de 20 millions en 2011). En mai 2013, une nouvelle organisation des librairies est annoncée. En octobre 2013, la nouvelle direction annonce l'annulation du PSE et l'ouverture à la reprise de tout le réseau des librairies. Dans un communiqué, Michel Rességuier, président des librairies Chapitre, estime que « la façon la plus sûre de pérenniser l'activité est de s'orienter vers un modèle de librairies indépendantes,, ». Début décembre 2013, le réseau des librairies est néanmoins en situation de cessation de paiement et est placée en liquidation judiciaire. Le jugement de liquidation intervient le 11 février 2014, avec 34 librairies cédées et quelque 750 emplois sauvés. 23 librairies ferment dès le 12 février, à défaut d'avoir trouvé un repreneur. 444 salariés sont alors licenciés.
Le site internet, dont la direction générale est assurée par Didier Ballot depuis octobre 2013, n'est pas concerné par la procédure de liquidation. Le site continue donc son activité de manière indépendante.

## Organisation

### Site internet
Le site internet chapitre.com, dont les effectifs sont répartis entre le siège (dans le 15e arrondissement de Paris) et la Sarthe (où les entrepôts de Lamnay et de Connérré rassemblent quelques centaines de milliers de livres neufs et d'occasion), propose un des catalogues les plus riches en livres d'occasion, anciens et épuisés, grâce aux partenariats qu'il a conclus avec plus de 300 libraires et bouquinistes. En 2010, il est un des premiers acteurs en France à lancer sa liseuse numérique avec catalogue intégré. En août 2012, Chapitre.com et Sony France annoncent leur partenariat sur la PRS T2, liseuse numérique de Sony qui intègre la librairie numérique de chapitre.com. Ce partenariat est renouvelé en 2013. En octobre 2013, le catalogue numérique de Chapitre.com est également intégré au GBOOK, la liseuse de la marque française ARCHOS.
En août 2013, le site internet Chapitre.com et la Bibliothèque nationale de France annoncent leur partenariat qui permet aux lecteurs de demander l'impression d'ouvrages datant d'avant 1900, généralement difficilement accessibles au public, disponibles sur le catalogue numérique de la BNF (fond Gallica).
Partenaire également des Éditions du net, en matière de livres numériques, Chapitre.com disposait, en 2013, du catalogue le plus étendu en langue française.
Redevenu uniquement en ligne en février 2014, le site renoue avec son premier positionnement : proposer tous les livres, même les introuvables. Il se lance également dans l'auto-publication avec le lancement de JePublieMonLivre.

### Réseau de librairies Chapitre

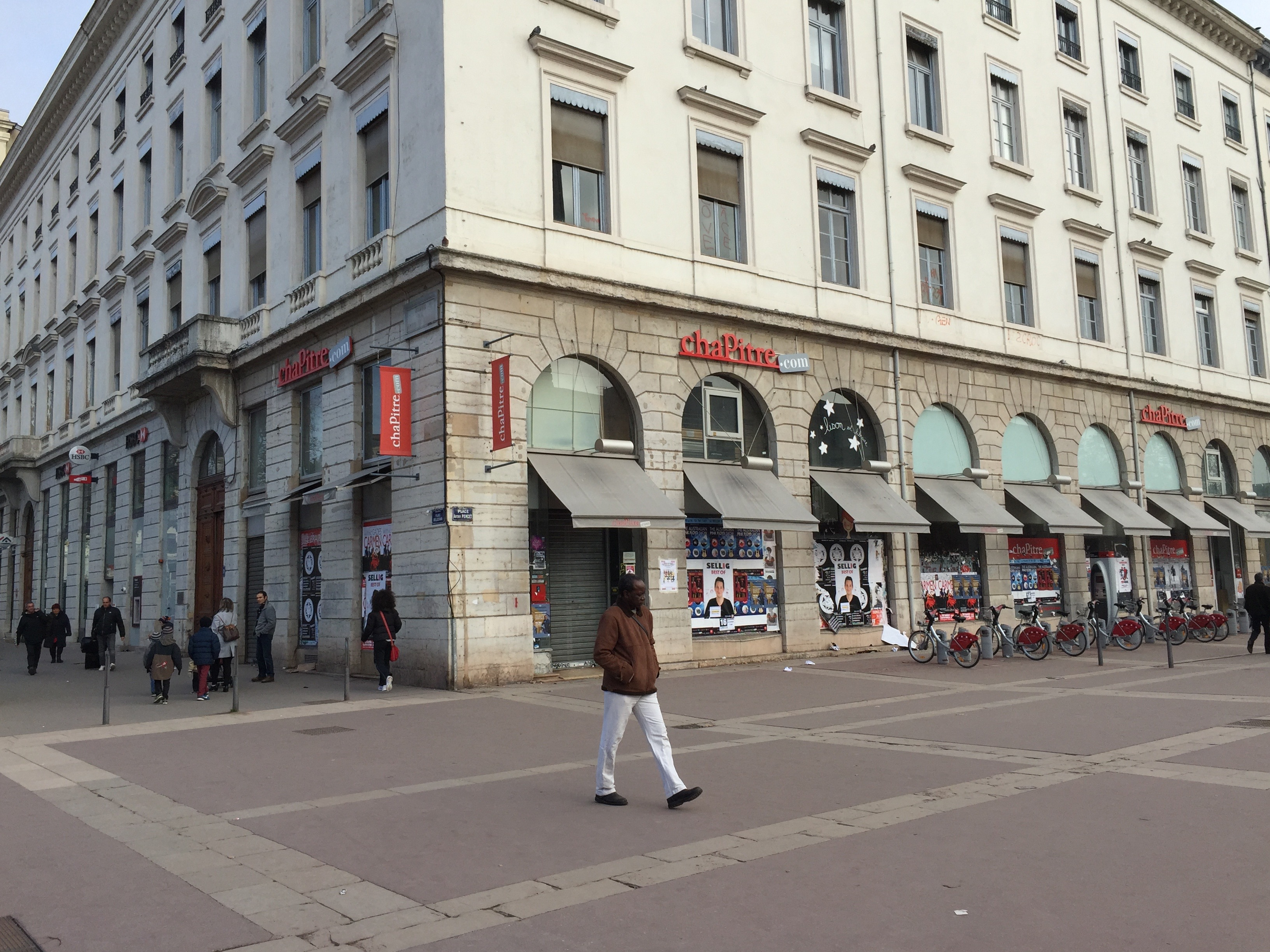
Une ancienne librairie Chapitre sur la Place Bellecour à Lyon

Constitué à partir de l'acquisition de plusieurs réseaux de librairies (Alsatia et Privat) et la constitution d'un réseau propre (Place média) par DirectGroup France, le réseau des 66 librairies ont emprunté la marque Chapitre depuis 2009, tout en conservant, pour beaucoup d'entre elles, leur nom d'origine,,,.
Après la fermeture de la librairie Chapitre Forum de Saint Nazaire, Montélimar et Ivry-sur-Seine, il restait, fin 2011, 57 librairies appartenant au groupe Actissia. Après l'annonce du Plan de Sauvegarde de l'Emploi, le 9 avril 2013 et l'assurance de Jörg Hagen, président du groupe Actissia, de « mettre tout en œuvre pour assurer la reprise » des 12 librairies concernées par le projet de fermeture, quatre autres librairies, dont 2 étaient menacées de fermeture, sont sorties du réseau ou sur le point de le faire, au mois d'octobre 2013: les deux librairies de Toulouse, la librairie de Mont Saint Aignan et celle de Dax.
Le 2 décembre 2013, le réseau de librairie est placé en liquidation judiciaire, mais reste autorisé à poursuivre son activité jusqu'en 10 février, afin de trouver des repreneurs, dont les Éditions Albin Michel. Stéphane Gorrias gère le dossier. Le délai a permis de trouver des repreneurs pour 34 établissements. Au 10 février, 23 librairies ferment leurs portes, provoquant 434 pertes d'emplois.

## Sources et références
1. ↑  Voir sur zdnet.fr.
2. ↑  « Bertelsmann marie Chapitre.com à son réseau de librairies », sur journaldunet.com (consulté le 30 juin 2023).
3. ↑  Voir sur journaldunet.com.
4. ↑  Voir sur journaldunet.com.
5. ↑  Voir sur najafi.com.
6. ↑  « Chapitre: 12 librairies sur 57 menacées de fermeture », L'Express,‎ 9 avril 2013 (lire en ligne, consulté le 30 juin 2023).
7. ↑  « Réorganisation chez Actissia : Actissia nomme Michel Rességuier Président des Librairies Chapitre France », sur wellcom.fr via Wikiwix (consulté le 14 octobre 2023).
8. ↑  https://archive.wikiwix.com/cache/20171006031352/https://www.lesechos.fr/entreprises-secteurs/medias/actu/0203038314804-chapitre-met-en-vente-ses-57-librairies-612142.php.
9. ↑  « Librairie Chapitre menacée à Angoulême : les propositions de la direction parisienne », sur sudouest.fr, 1er octobre 2013 (consulté le 30 juin 2023).
10. ↑  http://www.lavoixdunord.fr/region/les-librairies-chapitre-en-vente-les-salaries-de-calais-ia33b48581n1586660
11. ↑  « Le premier quotidien des marchés numériques », sur itrnews.com (consulté le 30 juin 2023).
12. ↑  « 53 librairies Chapitre déposent le bilan », sur nouvelobs.com, L'Obs, 28 novembre 2013 (consulté le 30 juin 2023).
13. ↑  « Plus de la moitié des librairies Chapitre sauvées », Le Monde,‎ 10 février 2014 (lire en ligne).
14. ↑  http://www.lemainelibre.fr/actualite/sarthe-des-livres-par-milliers-a-connerre-et-lamnay-08-02-2013-52448
15. ↑  http://www.entreprises.ouest-france.fr/node/58364
16. ↑  https://archive.wikiwix.com/cache/20230630221331/http://www.01net.com/fiche-produit/avis-redac-9046/lecteur-ebook-chapitre-et-france-loisirs-oyo/.
17. ↑  « Chapitre.com, nouvelle librairie numérique de Sony », L'Express,‎ 21 août 2012 (lire en ligne, consulté le 30 juin 2023).
18. ↑  Nil Sanyas, « SONY surpasse le catalogue d'Amazon en français grâce à Chapitre.com », sur pcinpact.com, 22 août 2012 (version du 25 août 2012 sur Internet Archive).
19. ↑  Elsa Bembaron, « Archos lance une liseuse avec Chapitre.com », Le Figaro,‎ 6 novembre 2012 (lire en ligne).
20. ↑  Marie Soyeux, « Des ouvrages anciens conservés par la BnF livrés chez soi », La Croix,‎ 6 août 2013 (lire en ligne).
21. ↑  « Chapitre.com imprime à la demande les livres rares de la BnF - », sur newzilla.net, 17 août 2013 (consulté le 30 juin 2023).
22. ↑  « Chapitre.com et les éditions du Net partenaires de la BNF », sur Livres Hebdo (consulté le 10 mars 2021)
23. ↑  « Chapitre - livres numériques », sur chapitre.com via Wikiwix (consulté le 30 juin 2023).
24. ↑  « Auvergne-Rhône-Alpes : actualités et infos en direct », sur France 3 Auvergne-Rhône-Alpes (consulté le 30 juin 2023).
25. ↑  http://www.pagesjaunes.fr/pros/51196355
26. ↑  (en) « Rue-des-livres.fr », sur rue-des-livres.fr (consulté le 30 juin 2023).
27. ↑  (en) « Rue-des-livres.fr », sur rue-des-livres.fr (consulté le 30 juin 2023).
28. ↑  https://www.ouest-france.fr/actu/actuLocale_-La-fermeture-de-l-espace-culturel-Forum-annoncee-_-1720228------44184-aud_actu.Htm
29. ↑  http://www.google.com/hostednews/afp/article/ALeqM5j9k5BR_y2vECdjEY84eLKbaRuT5Q?docId=CNG.b855fd8ad2920073a263615247219acd.281
30. ↑  « Librairies Chapitre: plus de 20% des emplois supprimés », L'Express,‎ 12 avril 2013 (lire en ligne, consulté le 30 juin 2023).
31. ↑  http://www.touleco.fr/Toulouse-Librairie-Privat-les-ambitions-de-Benoit-Bougerol,11422
32. ↑  http://www.sudouest.fr/2013/09/16/la-librairie-chapitre-sauvee-au-mail-du-centre-1169884-3350.php
33. ↑  L'Expansion.com avec AFP - publié le 10/02/2014 à 20:06 - 23 librairies Chapitre ferment définitivement leurs portes